# Rubenshuis

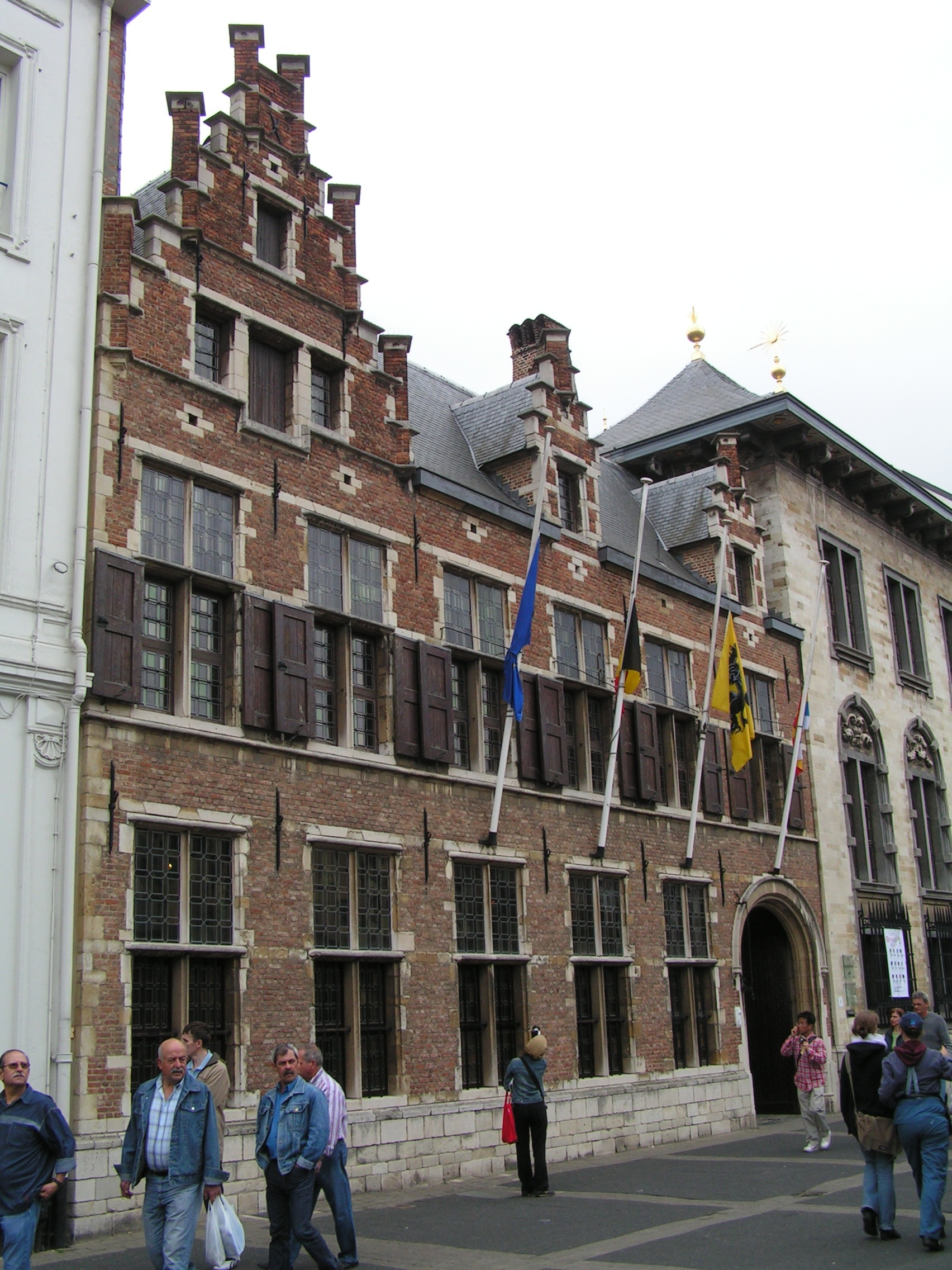
Rubenshuis

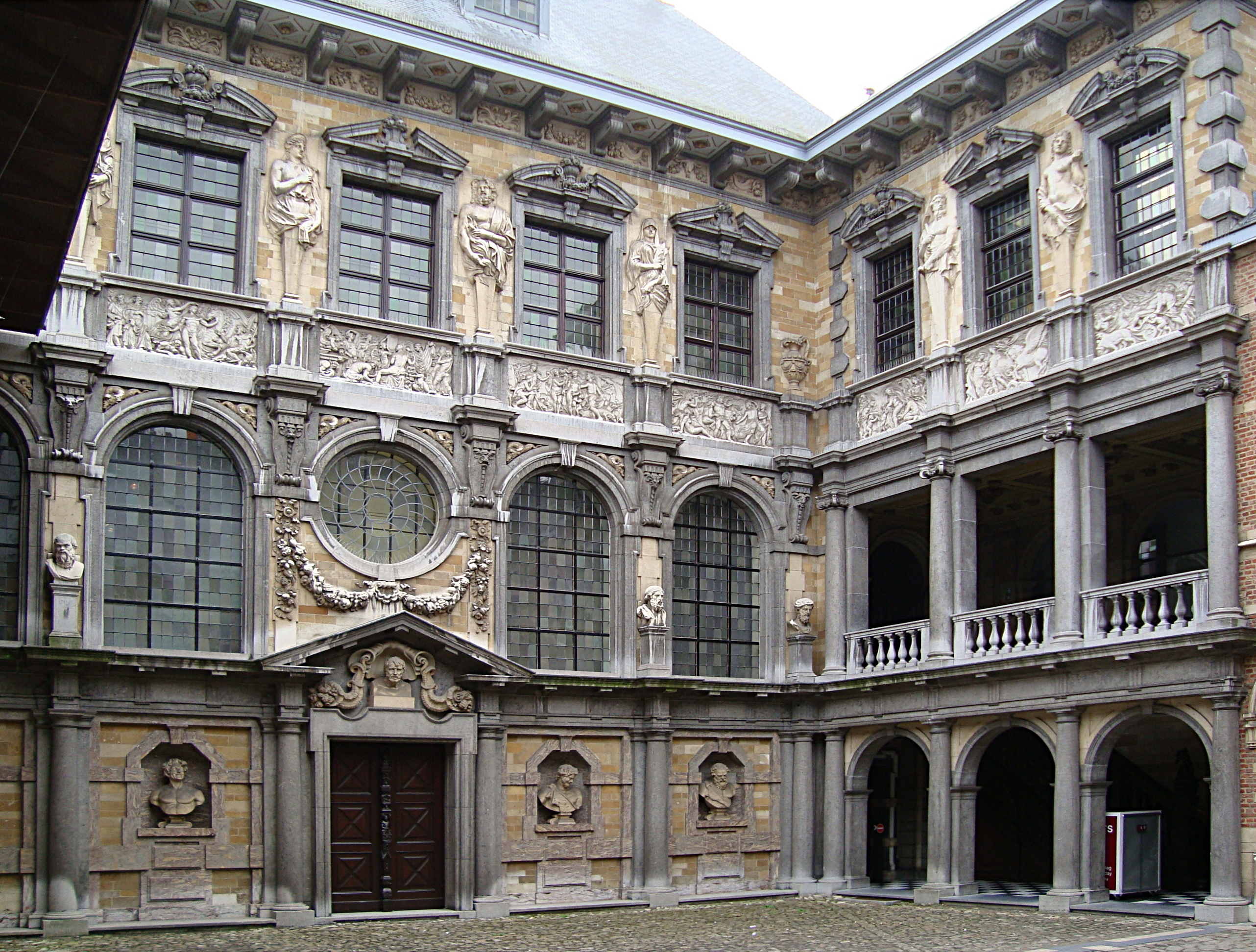
Innergården

Rubenshuis är ett personmuseum i Antwerpen i Belgien i  Peter Paul Rubens tidigare ateljé och bostad.
Peter Paul Rubens lät börja bygga bostadshuset på dåvarande Vaartstraat, nuvarande Wapper, år 1609, ett år efter att ha ingått giftermål med Isabella Brant. Det låg vid denna tid vid kanalen Herentalse Vaart. Rubens ritade själv huset, baserat på studier i italiensk renässanspalatsarkitektur. Huset har en innergård, som öppnar upp mot den barockträdgård, som han också skapade.
Antwerpens stad köpte huset 1937 och det öppnades för allmänheten 1946 efter en omfattande renovering.